# Индианополис (Минас-Жерайс)
Индианополис (порт. Indianópolis) — муниципалитет в Бразилии, входит в штат Минас-Жерайс. Составная часть мезорегиона Триангулу-Минейру-и-Алту-Паранаиба. Находится в составе крупной городской агломерации. Входит в экономико-статистический микрорегион Уберландия. Население составляет 5776 человек на 2006 год. Занимает площадь 833,870 км². Плотность населения — 6,9 чел./км².

## История
Город основан 17 декабря 1938 года.

## Статистика
- Валовой внутренний продукт на 2003 год составляет 175 657 161,00 реалов (данные: Бразильский институт географии и статистики).
- Валовой внутренний продукт на душу населения на 2003 год составляет 31 384,16 реалов (данные: Бразильский институт географии и статистики).
- Индекс развития человеческого потенциала на 2000 год составляет 0,764 (данные: Программа развития ООН).